# Frank Caputo
Pour les articles homonymes, voir Caputo.
Frank Caputo est un homme politique canadien en Colombie-Britannique. Il représente la circonscription fédérale britanno-colombienne de Kamloops—Thompson—Cariboo à titre de député conservateur de 2019 à 2025 et de Kamloops—Thompson—Nicola depuis 2025.

## Biographie
Avant l'élection, Caputo est procureur de la Couronne et professeur à l'Université Thompson-Rivers.